# Wildwasserrennsport-Weltmeisterschaften 1973
Die Kanu-Weltmeisterschaften im Jahr 1973 fanden im Schweizer Muotathal auf dem Muota statt.

## Ergebnisse WW-Abfahrt

### Kajak-Einer, Herren, Einzelrennen
| Platz | Sportler              | Zeit         |
| ----- | --------------------- | ------------ |
| 1.    | Jean-Pierre Burny     | 17.28,0 Min. |
| 2.    | Bernd Kast            | 17.41,2 Min. |
| 3.    | Uli Pech              | 17.42,1 Min. |
| 4.    | Degenh. Pfeiffer      | 17.42,9 Min. |
| 5.    | Paul Lupcin           | 17.49,9 Min. |
| 6     | Jean Claude Michiels  | 17.52.9 Min. |
| 7     | Kurt Presslmayr       | 17,53.0 Min. |
| 8     | Michel Magdinier      | 17.58,6 Min. |
| 9     | Jean Pierre Renglet   | 17.59,7 Min. |
| 10    | David Nutt            | 18.01,9 Min. |
| 11    | Peter Bäni            | 18.11,7 Min. |
| 12    | Viktor Villiger       | 18.11,8 Min. |
| 13    | Gerhard Peinhaupt     | 18.13,3 Min. |
| 14    | Max Brönnimann        | 18.13,4 Min. |
| 15    | Hans Schlecht         | 18.14,1 Min. |
| 16    | Roberto D’Angelo      | 18.15,4 Min. |
| 17    | Douglas Peterson      | 18.16,1 Min. |
| 18    | Gerard Denat          | 18.16,5 Min. |
| 19    | Norman Jackson        | 18.16,6 Min. |
| 20    | Jean Gilly            | 18.16.7 Min. |
| 21    | David Mitchell        | 18.18,0 Min. |
| 22    | Albert Payer          | 18.19,1 Min. |
| 23    | Franz Zeilner         | 18.20,0 Min. |
| 24    | Chris Avery           | 18.20,9 Min. |
| 25    | John Wakeling         | 18.25,7 Min. |
| 26    | N.N.                  |              |
| 27    | Heinz Wyder           | 18.27,2 Min. |
| 28    | William Nutt          | 18.31,9 Min. |
| 29    | Andrea Alessandrini   | 18.32,1 Min. |
| 30    | Giorgio Massara       | 18.33,3 Min. |
| 31    | Mile Spasovski        | 18.35,0 Min. |
| 32    | John Sumegi           | 18.35,5 Min. |
| 33    | Bernard Alan Fletcher | 18.36,2 Min. |
| 34    | Zlatan Ibrahimbegovic | 18.40,9 Min. |
| 35    | J. Oliver Andrieux    | 18.42,5 Min. |
| 36    | Rob Admiraal          | 18.54,1 Min. |
| 37    | Nico Bausch           | 18.55,5 Min. |
| 38    | Maria Bernasconi      | 18.59,1 Min. |
| 39    | Don Irvin             | 19.05,1 Min. |
| 40    | Leon Philippe         | 19.05,6 Min. |
| 41    | Henri Bureaud         | 19.10,2 Min. |
| 42    | Ljubo Vasilevski      | 19.14,5 Min. |
| 43    | Harry Hewick          | 19.17,5 Min. |
| 44    | Dubravko Matakovic    | 19.18,7 Min. |
| 45    | Rene Cornu            | 19.21,1 Min. |
| 46    | Alan Julian           | 19.35,1 Min. |
| 47    | Ed Bosch              | 19.44,9 Min. |
| 48    | Ruud Knuppe           | 20.02,1 Min. |

### Canadier-Zweier, Herren, Einzelrennen
| Platz | Sportler                                          | Zeit          |
| ----- | ------------------------------------------------- | ------------- |
| 1.    | Gilles Lefauconnier, Pierre-Francois Lefauconnier | 19.05,8 Min.  |
| 2.    | Eckhard Rose, Jan Pospisil                        | 19.08,3 Min.  |
| 3.    | Hermann Roock, Norbert Schmidt                    | 19.13,31 Min. |
| 4.    | Dieter Pioch, Roland Schindler                    | 19.13,33 Min. |
| 5.    | Alain Feuilette, Francois Bonnet                  | 19.14,5 Min.  |
| 6     | Hans-Jörg Weisker/Hans-Ulrich Weisker             | 19.26,0 Min.  |
| 7     | Stephen Chamberlain/Joseph Stahl                  | 19.30,1 Min.  |
| 8     | Alois Koch/Anton Bühler, Schweiz                  | 19.35,2 Min.  |
| 9     | Serge Lecler/Jean-Paul Giraud                     | 19.35,7 Min.  |
| 10    | Alain Clement/Max Martini                         | 19.36,8 Min.  |
| 11    | Bradford Hager/William Endicott                   | 19.37,3 Min.  |
| 12    | Jim Sibley/Verry Hewitt                           | 19.42,5 Min.  |
| 13    | Timothy Braman/Charles Braman                     | 19.42,9 Min.  |
| 14    | Heinz Wyss/Markus Wyss                            | 19.46,1 Min.  |
| 15    | Otto Hinnen/Hans Ettlin                           | 19.48,6 Min.  |
| 16    | Gilbert Blein/Jean Schneider                      | 19.58,7 Min.  |
| 17    | Ales Mally/Jost Svetek                            | 20.01,7 Min.  |
| 18    | Michael Carre/Jose Putzeis                        | 20.14,8 Min.  |

### Canadier-Zweier, Mix, Einzelrennen
| Platz | Sportler                               | Zeit          |
| ----- | -------------------------------------- | ------------- |
| 1.    | Hanneliese Kremslehner, Helmut Ramelow | 19.29,4 Min.  |
| 2.    | Sigrid Ritter, Armin Ritter            | 19.31,7 Min.  |
| 3.    | Ursel Habermann, Andreas Berngruber    | 19.39,7 Min.  |
| 4.    | Edith Brockmann, Richard Wagner        | 19.46,7 Min.  |
| 5.    | Bonnie Iosick, Charles Lysa            | 19.52,2 Min.  |
| 6     | Alain Enard/Michele Gilles             | 19.52,2 Min.  |
| 7     | Leena Mela/Paul Liebmann               | 19.52,64 Min. |
| 8     | Carol Knight/David Knight              | 19.52,7 Min.  |
| 9     | Peter van Stipdonk/Ria van Stipdonk    | 19.56,6 Min.  |
| 10    | Marita Bally/Heinz Bally               | 19.59,0 Min.  |
| 11    | Annie Presurot/Jenn Boudehen           | 19.59,2 Min.  |
| 12    | Louise Wright/James McConeghy          | 20.10,2 Min.  |
| 13    | Joel Rouselle/Monique Roselier         | 20.10,6 Min.  |
| 14    | Lucy Fontaine/Antoine Fontaine         | 20.46,9 Min.  |
| 15    | Josette Aebi/Jean-Pierre Aebi          | 20.56,0 Min.  |

### Kajak-Einer, Damen, Einzelrennen
| Platz | Sportler            | Zeit         |
| ----- | ------------------- | ------------ |
| 1.    | Gisela Grothaus     | 19.05,3 Min. |
| 2.    | Ulrike Deppe        | 19.13,5 Min. |
| 3.    | Elsbeth Käser       | 19.14,1 Min. |
| 4.    | Margaret Nutt       | 19.22,4 Min. |
| 5.    | Melanie Alexis      | 19.27,2 Min. |
| 6     | Ludmilla Polesna    | 19.28,0 Min. |
| 7     | Magda Wunderlich    | 19.28,5 Min. |
| 8     | Carol Fisher        | 19.30,1 Min. |
| 9     | Ingrid Burny        | 19.37,8 Min. |
| 10    | Barbara Sattler     | 19.40,1 Min. |
| 11    | Annemarie Amslinger | 19.45,3 Min. |
| 12    | Gerda Aumayr        | 19.47,8 Min. |
| 13    | Bernadette Roche    | 19.58,0 Min. |
| 14    | Bohumila Kapplova   | 19.59,5 Min. |
| 15    | Rosine Roland       | 20.03,7 Min. |
| 16    | Pauline Goodwin     | 20.07,1 Min. |
| 17    | Rita Blättler       | 20.07,8 Min. |
| 18    | Candice Clark       | 20.09,7 Min. |
| 19    | Denise Regnier      | 20.10,2 Min. |
| 20    | Kathrin Weiss       | 20.12,9 Min. |
| 21    | Isabelle Peyron     | 20.27,1 Min. |
| 22    | Jean Campbell       | 20.28,5 Min. |
| 23    | Marie-Andree Libert | 20.37,6 Min. |

### Canadier-Einer, Herren
| Platz | Sportler            | Zeit          |
| ----- | ------------------- | ------------- |
| 1.    | Bernd Heinemann     | 19.39,4 Min.  |
| 2.    | Jean Luc Verger     | 19.44,0 Min.  |
| 3.    | Jiri Gut            | 19.47,6 Min.  |
| 4.    | Petr Sodomka        | 19.48,6 Min.  |
| 5.    | Walter Gehlen       | 19.51,4 Min.  |
| 6     | Sepp Schumacher     | 19.56,6 Min.  |
| 7     | Art Hohmann         | 19.58,7 Min.  |
| 8     | Wolfgang Jogwer     | 19.59,7 Min.  |
| 9     | Karel Tresnak       | 20.01,2 Min.  |
| 10    | Guy Huteau          | 20.07,8 Min.  |
| 11    | Edy Paul            | 20.12,9 Min.  |
| 12    | Irwin Thomas        | 20.16,2 Min.  |
| 13    | Tone Hocevar        | 20.17,0 Min.  |
| 14    | Helmar Steindl      | 20.17,5 Min.  |
| 15    | Allan Button        | 20.17,9 Min.  |
| 16    | Franz Szöke         | 20.18,4 Min.  |
| 17    | Nicholas Russ       | 20.22,8 Min.  |
| 18    | Jon Goodwin         | 20.24,9 Min.  |
| 19    | Jaroslav Russ       | 20.24,9 Min.  |
| 20    | Daniel Debusne      | 20.25,41 Min. |
| 21    | Kurt Haas           | 20.25,45 Min. |
| 22    | Branko Milinkovic   | 20.25,8 Min.  |
| 23    | Rowan Osborne       | 20.26,6 Min.  |
| 24    | Albert Woods        | 20.32,6 Min.  |
| 25    | Wolfgang Klingebiel | 20.36,4 Min.  |
| 26    | Joseph Conrad       | 20.45,1 Min.  |
| 27    | Miro Strukelj       | 20.50,6 Min.  |
| 28    | Graham Goldsmith    | 23.27,0 Min.  |

### Kajak-Einer, Herren, Mannschaften
| Platz | Sportler                                                     | Zeit         |
| ----- | ------------------------------------------------------------ | ------------ |
| 1.    | Degenhard Pfeiffer, Bernd Kast, Uli Pech                     | 18.16,2 Min. |
| 2.    | Jean-Pierre Burny, Jean-Claude Michiels, Paul Lupcin         | 18.28,5 Min. |
| 3.    | Kurt Presslmayr, Hans Schlecht, Gerhard Peinhaupt            | 18.37,3 Min. |
| 4.    | Max Brönnimann, Viktor Villiger, Peter Bäni                  | 18.49,9 Min. |
| 5.    | Michel Magdinier, Gerard Denat, Jean Gilly                   | 19.08,4 Min. |
| 6     | David Mitchell/Chris Avery/Normann Jackson                   | 19.11,2 Min. |
| 7     | David Nutt/Douglas Peterson/John McCandless                  | 19.15,0 Min. |
| 8     | Mile Spasovski/Zlatan Ibrahimbegovic/Ljubo Vasilevski        | 19.45,4 Min. |
| 9     | Mario Bernasconi/Andrea Alessandrini/Giorgio-Previde Massara | 19.53,4 Min. |
| 10    | Nico Bausch/Leon Philippe/Rene Cornu                         | 20.19,9 Min. |
| 11    | Harry Hewick/Don Irvin/Henri Bureaud                         | 20.32,5 Min. |
| 12    | Rob Admiraal/Ruud Knuppe/Ed Bosch                            | 20.53,0 Min. |
| 13    | John Sumegi/Alan Julian/Gary Nelson                          | 21.03,3 Min. |

### Canadier-Zweier, Herren, Mannschaften
| Platz | Sportler                                                    | Zeit         |
| ----- | ----------------------------------------------------------- | ------------ |
| 1.    | Roock-Schmidt, Pioch-Schindler, Rose-Pospisil               | 20.19,1 Min. |
| 2.    | Lefauconnier-Lefauconnier, Feuilette-Bonnet, Leclerc-Giraud | 20.36,5 Min. |
| 3.    | Wyss-Wyss, Koch-Bühler, Hinnen-Ettlin                       | 20.57,2 Min. |
| 4.    | Kadaňka-Brabec, Krejza-Pollert, Havela-Machat               | 21.19,8 Min. |
| 5.    | Andrejasic-Guzelji, Zitnik-Tuma, Mally-Svetek               | 21.21.4 Min. |

### Canadier-Zweier, Mix, Mannschaften
| Platz | Sportler                                              | Zeit         |
| ----- | ----------------------------------------------------- | ------------ |
| 1.    | Habermann-Berngruber, Brockmann-Wagner, Ritter-Ritter | 21.00,6 Min. |
| 2.    | Losick-Lyda, Knight-Knight, Mela-Liebmann             | 21.18,4 Min. |
| 3.    | Bally-Bally, Fontaine-Fontaine, Aebi-Aebi             | 22.01,4 Min. |
| 4.    | Enard-Gilles, Rouselle-Roselier, Presurot-Boudehen    | 23.33,8 Min. |

### Kajak-Einer, Damen, Mannschaften
| Platz | Sportler                                              | Zeit         |
| ----- | ----------------------------------------------------- | ------------ |
| 1.    | Magda Wunderlich, Gisela Grothaus, Ulrike Deppe       | 20.27,1 Min. |
| 2.    | Margaret Nutt, Carol Fisher, Candice Clark            | 20.55,9 Min. |
| 3.    | Melanie Alexis, Ingrid Burny, Rosine Roland           | 21.08,0 Min. |
| 4.    | Barbara Sattler, Gerda Aumayr, Hanneliese Kremslehner | 21.08,6 Min. |
| 5.    | Bernadette Roche, Isabelle Peyron, Denise Regnier     | 23.15,2 Min. |

### Canadier-Einer, Herren, Mannschaften
| Platz | Sportler                                        | Zeit          |
| ----- | ----------------------------------------------- | ------------- |
| 1.    | Bernd Heinemann, Walter Gehlen, Sepp Schumacher | 21.11,6 Min.  |
| 2.    | Jiri Gut, Petr Sodomka, Karel Tresnak           | 21.25,7 Min.  |
| 3.    | Jean-Luc Verger, Daniel Debusne, Guy Huteau     | 21.32,1 Min.  |
| 4.    | Alan Button, Russ Nichols, Irwin Thomas         | 21.40,4 Min.  |
| 5.    | Helmut Ramelow, Franz Szöke, Helmar Steindl     | 21.42,0 Min.  |
| 6     | Rowan Osborne/Graham Goldsmith/Jon Goodwin      | 21.45,71 Min. |
| 7     | Edy Paul/Ueli Vetsch/Kurt Haas                  | 21.45,76 Min. |
| 8     | Toni Hocevar/Miro Strukelj/Branko Milinkovic    | 21.50,3 Min.  |

## Ergebnisse WW-Slalom

### Kajak-Einer, Herren, Mannschaften
| Platz | Sportler                                               | Zeit        |
| ----- | ------------------------------------------------------ | ----------- |
| 1.    | Siegbert Horn, Christian Döring, Wolfgang Büchner      | 244,7 Sek.  |
| 2.    | Wojciech Gawronski, Jerzy Stanuch, Stanislaw Majerczak | 277,8 Sek.  |
| 3.    | Michel Madinier, Claude Peschier, Eric Koechlin        | 308,6 Sek.  |
| 4.    | Uli Peters, Dieter Förstl, Jürgen Gerlach              | 320,4 Sek.  |
| 5.    | Norbert Sattler, Hans Schlecht, Peter Fauster          | 331,0 Sek.  |
| 6     | Vlastimil Ourednik/Ivan Cibak/Jari Mechura             | 381,8 Sek.  |
| 7     | Eric Evans/William Nutt/John McCandless                | 418,4 Sek.  |
| 8     | John McLeod/Raymond Calverly/Kenneth Langford          | 430,1 Sek.  |
| 9     | Brian Casey/Gerry Collins/Frank Pilkington             | 456,5 Sek.  |
| 10    | Werner Zimmermann/Rene Zimmermann/Martin Borst         | 461,8 Sek.  |
| 11    | Roberto D’Angelo/Giuseppe D’Angelo/Mario Di Stazio     | 484,9 Sek.  |
| 12    | Mile Spasovski/Taras Sevcenko/Ljubo Vasilevski         | 540,0 Sek.  |
| 13    | John Egger/Peter Griffith/Gary Nelson                  | 584,2 Sek.  |
| 14    | Philippe Prevost/Raymond Leruth/Theo von Brusselen     | 595,1 Sek.  |
| 15    | Reg De-Buriatte/Jan Stary/Raymond Potvin, Kanada       | 654,2 Sek.  |
| 16    | Bas v. Stokkkom/Rene v. Iersel/Jaap v. Engers          | 1026,8 Sek. |
| 17    | Romain Engels/Nico Bausch/Leon Philippe                | 1653,4 Sek. |

### Canadier-Einer, Herren, Einzelrennen
| Platz | Sportler          | Zeit       |
| ----- | ----------------- | ---------- |
| 1.    | Reinhard Eiben    | 269,1 Sek. |
| 2.    | Karel Tresnak     | 270,1 Sek. |
| 3.    | Udo Müller        | 284,0 Sek. |
| 4.    | Peter Sodomka     | 285,0 Sek. |
| 5.    | Walter Horn       | 294,8 Sek. |
| 6     | Peter Massalski   | 296,1 Sek. |
| 7     | Angus Morrison    | 297,5 Sek. |
| 8     | Francois Bonnet   | 305,0 Sek. |
| 9     | James McEwan      | 310,7 Sek. |
| 10    | Sepp Schumacher   | 317,1 Sek. |
| 11    | Ralph Hönicke     | 325,6 Sek. |
| 12    | Jaroslav Radil    | 327,8 Sek. |
| 13    | Wolfgang Peters   | 329,6 Sek. |
| 14    | Bernd Heinemann   | 351,9 Sek. |
| 15    | Marek Maslanka    | 360,3 Sek. |
| 16    | Edy Paul          | 377,4 Sek. |
| 17    | William Griffith  | 385,6 Sek. |
| 18    | Gilles Bellet     | 402,0 Sek. |
| 19    | Randal Spencer    | 404,1 Sek. |
| 20    | Helmar Steindl    | 404,1 Sek. |
| 21    | John Wilde        | 411,9 Sek. |
| 22    | Tone Hocevar      | 414,2 Sek. |
| 23    | Kurt Haas         | 414,7 Sek. |
| 24    | John Albert       | 442,3 Sek. |
| 25    | Michel Baudry     | 457,5 Sek. |
| 26    | Yves Lete         | 461,0 Sek. |
| 27    | Branko Milinkovic | 461,0 Sek. |
| 28    | Albert Woods      | 546,1 Sek. |
| 29    | Helmut Ramelow    | 571,2 Sek. |
| 30    | Bill Blight       | 593,9 Sek. |
| 31    | Jim Blight        | 597,7 Sek. |
| 32    | Tom Jansen        | 700,0 Sek. |
| 33    | Miro Strukelj     | 720,1 Sek. |
| 34    | Alan Julian       | 782,5 Sek. |

### Canadier-Zweier, Herren, Mannschaften
| Platz | Sportler                                                | Zeit        |
| ----- | ------------------------------------------------------- | ----------- |
| 1.    | Scheffer-Steinschulte, Schumacher-Baues, Reimann-Fricke | 508,5 Sek.  |
| 2.    | Kadaňka-Brabec, Krejza-Poltert, Havela-Machat           | 547,8 Sek.  |
| 3.    | Kretschmer-Trummer, Kraeft-Köhler, Grabowski-Raschke    | 558,9 Sek.  |
| 4.    | Andrejasik-Guzelji, Zitnik-Tuma, Mally Svetek           | 606,1 Sek.  |
| 5.    | Fraczek-Seruga, Jez-Kudlik, Majerczak-Weglarz           | 684,7 Sek.  |
| 6     | Devilleneuve-Devilleneuve/Gasnet-Gay/Platt-Lamy         | 712,3 Sek.  |
| 7     | Wyss-Wyss/Probst-Küenzli/Vetsch-Schumacher              | 808,2 Sek.  |
| 8     | Nichols-Evans/Benham-Harris/Hager-Endicott              | 885,4 Sek.  |
| 9     | Sibley-Hewett/Williams-Allen/Philipp-Dawson             | 1119,7 Sek. |

### Kajak-Einer, Damen, Einzelrennen
| Platz | Sportler            | Zeit       |
| ----- | ------------------- | ---------- |
| 1.    | Sibylle Spindler    | 288,4 Sek. |
| 2.    | Maria Cwiertniewicz | 292,4 Sek. |
| 3.    | Martina Falke       | 295,2 Sek. |
| 4.    | Marion Baumann      | 308,1 Sek. |
| 5.    | Barbara Sattler     | 310,2 Sek. |
| 6     | Ulrike Deppe        | 318,9 Sek. |
| 7     | Carolyn Ashton      | 327,3 Sek. |
| 8     | Elsbeth Käser       | 330,3 Sek. |
| 9     | Ludmilla Polesna    | 337,8 Sek. |
| 10    | Danielle Kamber     | 341,4 Sek. |
| 11    | Malgorzata Sekula   | 351,3 Sek. |
| 12    | Victoria Brown      | 363,2 Sek. |
| 13    | Magda Wunderlich    | 365,9 Sek. |
| 14    | Louise Holcombe     | 380,4 Sek. |
| 15    | Petra Krol          | 386,4 Sek. |
| 16    | Eva Karel           | 387,5 Sek. |
| 17    | Gisela Grothaus     | 405,2 Sek. |
| 18    | Candice Clark       | 412,8 Sek. |
| 19    | Irene Uhlig         | 416,6 Sek. |
| 20    | Bohumila Kapplova   | 421,4 Sek. |
| 21    | Fay Roberts         | 444,8 Sek. |
| 22    | Pauline Goodwin     | 474,2 Sek. |
| 23    | Cornelia Bachofner  | 479,3 Sek. |
| 24    | Linda Hibbard       | 482,5 Sek. |
| 25    | Hana Brazdova       | 527,7 Sek. |
| 26    | Rosine Roland       | 562,4 Sek. |
| 27    | Eileen Murphy       | 594,9 Sek. |
| 28    | Katarzyna Bernady   | 639,1 Sek. |

### Canadier-Zweier, Mix, Einzelrennen
| Platz | Sportler                             | Zeit       |
| ----- | ------------------------------------ | ---------- |
| 1.    | David Knight, Carol Knight           | 474,1 Sek. |
| 2.    | Norman Holcombe, Barbara Holcombe    | 522,0 Sek. |
| 3.    | Peter van Stipdonk, Ria van Stipdonk | 590,1 Sek. |
| 4.    | Claude Baux, Viviane Baux            | 625,6 Sek. |
| 5.    | Philippe Conche                      | 661,7 Sek. |
| 6     | G. Ruhberg/H. Kamphaus               | 820,1 Sek. |
| 7     | Stephen Draper/Michele Piras         | 402,8 Sek. |

### Kajak-Einer, Herren, Einzelrennen
| Platz | Sportler              | Zeit       |
| ----- | --------------------- | ---------- |
| 1.    | Norbert Sattler       | 134,6 Sek. |
| 2.    | Siegbert Horn         | 137,3 Sek. |
| 3.    | Wojciech Gawronski    | 138,3 Sek. |
| 4.    | Raymond Calverly      | 138,4 Sek. |
| 5.    | Dieter Förstl         | 138,8 Sek. |
| 6     | Jürgen Gerlach        | 139,6 Sek. |
| 7     | Harald Gimpel         | 140,1 Sek. |
| 8     | Werner Zimmermann     | 140,3 Sek. |
| 9     | Uli Peters            | 140,5 Sek. |
| 10    | Wolfgang Büchner      | 141,5 Sek. |
| 11    | Eric Evans            | 141,6 Sek. |
| 12    | Stanislaw Majerczak   | 144,3 Sek. |
| 13    | Christian Döring      | 150,6 Sek. |
| 14    | Roberto D’Angelo      | 151,5 Sek. |
| 15    | Peter Fauster         | 155,6 Sek. |
| 16    | Kenneth Langford      | 155,6 Sek. |
| 17    | Brian Casey           | 155,8 Sek. |
| 18    | Jean Marie Bourry     | 156,2 Sek. |
| 19    | Bas van Stokkom       | 157,3 Sek. |
| 20    | Norbert Neumayer      | 157,3 Sek. |
| 21    | Ivan Cibak            | 157,4 Sek. |
| 22    | Hans Schlecht         | 160,0 Sek. |
| 23    | Michel Magdinier      | 160,4 Sek. |
| 24    | Mile Spasovski        | 162,1 Sek. |
| 25    | Claude Peschier       | 162,2 Sek. |
| 26    | John Mac Leod         | 162,9 Sek. |
| 27    | Dubravka Matakovic    | 165,2 Sek. |
| 28    | Jerzy Stanuch         | 165,6 Sek. |
| 29    | Dieter Loos           | 165,8 Sek. |
| 30    | Vlastimil Ourednik    | 165,9 Sek. |
| 31    | Giuseppe D’Angelo     | 166,0 Sek. |
| 32    | Philippe Prevost      | 166,6 Sek. |
| 33    | Zygmundt Plaszczyk    | 168,8 Sek. |
| 34    | Jiri Mechura          | 171,7 Sek. |
| 35    | Mike Thomas           | 174,9 Sek. |
| 36    | Zlatan Ibrahimbegovic | 177,0 Sek. |
| 37    | Ljubo Vasilevski      | 179,9 Sek. |
| 38    | Gerry Collins         | 182,3 Sek. |
| 39    | Stephen Ruhle         | 185,3 Sek. |
| 40    | John Egger            | 190,6 Sek. |
| 41    | Rene Zimmermann       | 194,8 Sek. |
| 42    | John Sumegi           | 199,5 Sek. |
| 43    | Gary Nelson           | 202,0 Sek. |
| 44    | Bernard Renault       | 209,8 Sek. |
| 45    | John McCandless       | 214,9 Sek. |
| 46    | Mario di Stazio       | 216,2 Sek. |
| 47    | William Nutt          | 222,4 Sek. |
| 48    | Reg De Buriatte       | 232,1 Sek. |
| 49    | Romain Engels         | 239,1 Sek. |
| 50    | Pol Dethise           | 243,6 Sek. |
| 51    | Hanspeter Ryser       | 243,8 Sek. |
| 52    | Raymond Leruth        | 256,3 Sek. |
| 53    | Jaap von Engers       | 270,5 Sek. |
| 54    | Jan Stary             | 273,4 Sek. |
| 55    | Eric Munshow          | 274,7 Sek. |
| 56    | Georg Hager           | 277,7 Sek. |
| 57    | Michael D. Fletcher   | 278,1 Sek. |
| 58    | Peter Griffith        | 278,6 Sek. |
| 59    | Martin Borst          | 288,8 Sek. |
| 60    | Raymond Potvin        | 292,2 Sek. |
| 61    | Bernard Alan Fletcher | 317,6 Sek. |
| 62    | Theo van Brusselen    | 320,0 Sek. |
| 63    | Ike Jacob             | 334,6 Sek. |
| 64    | Frank Pilkington      | 343,6 Sek. |
| 65    | Rene von Iersel       | 363,4 Sek. |

### Canadier-Einer, Herren, Mannschaften
| Platz | Sportler                                       | Zeit        |
| ----- | ---------------------------------------------- | ----------- |
| 1.    | Karel Tresnak, Petr Sodomka, Jaroslav Radil    | 291,6 Sek.  |
| 2.    | Reinhard Eiben, Peter Massalski, Udo Müller    | 305,0 Sek.  |
| 3.    | Walter Horn, Wolfgang Peters, Sepp Schuhmacher | 361,2 Sek.  |
| 4.    | Michel Baudry, Gilles Bellet, Francois Bonnet  | 366,3 Sek.  |
| 5.    | James Mc Ewan, Angus Morrison, Randal Spencer  | 410,0 Sek.  |
| 6     | Albert Woods/John Albert/John Wilde            | 526,9 Sek.  |
| 7     | Toni Hocevar/Miro Strukelj/Branko Milinkovic   | 692,0 Sek.  |
| 8     | William Griffith/Jim Blight/Bill Blight        | 1215,4 Sek. |

### Kajak-Einer, Damen, Mannschaften
| Platz | Sportler                                                       | Zeit       |
| ----- | -------------------------------------------------------------- | ---------- |
| 1.    | Louise Holcombe, Carolyn Ashton, Candice Clark                 | 337,9 Sek. |
| 2.    | Danielle Kamber, Elsbeth Käser, Eva Karel                      | 360,9 Sek. |
| 3.    | Sibylle Spindler, Martina Falke, Marion Baumann                | 369,4 Sek. |
| 4.    | Bohumila Kapplova, Ludmilla Polesna, Hana Brazdova             | 370,3 Sek. |
| 5.    | Magda Wunderlich, Gisela Grothaus, Irene Uhlig                 | 458,3 Sek. |
| 6     | Katarzyna Bernady/Maria Cwiertniewicz/Malgorzata Sekula, Polen | 551,9 Sek. |
| 7     | Victoria Brown/Pauline Goodwin, Fay Roberts                    | 678,5 Sek. |

### Canadier-Zweier, Herren, Einzelrennen
| Platz | Sportler                                      | Zeit       |
| ----- | --------------------------------------------- | ---------- |
| 1.    | Jiří Krejza, Jaroslav Pollert                 | 164,0 Sek. |
| 2.    | Jürgen Kretschmer, Klaus Trummer              | 168,0 Sek. |
| 3.    | Hans-Otto Schumacher, Willi Baues             | 178,1 Sek. |
| 4.    | Jerzy Jez, Wojciech Kudlik                    | 180,3 Sek. |
| 5.    | Jan Fraczek, Ryszard Seruga                   | 196,9 Sek. |
| 6     | Michael Reimann/Olaf Fricke                   | 198,1 Sek. |
| 7     | Guzelj/Andrejasic                             | 208,3 Sek. |
| 8     | Robert Benham/Alan Harris                     | 214,8 Sek. |
| 9     | Theo Nüsing/Hans Jakob Hitz                   | 216,6 Sek. |
| 10    | Karl-Heinz Scheffer/Heinz-Jürgen Steinschulte | 223,7 Sek. |
| 11    | Hubert Kraeft/Jürgen Köhler                   | 234,9 Sek. |
| 12    | Russ Nichols/John Evans                       | 237,3 Sek. |
| 13    | Josef Havela/Bohumir Machat                   | 248,1 Sek. |
| 14    | Peter Grabowski/Josef Raschke                 | 257,0 Sek. |
| 15    | Alain Ganet/Gerard Gay                        | 275,5 Sek. |
| 16    | František Kadaňka/Antonín Brabec              | 280,3 Sek. |
| 17    | Bradford Hager/William Endicott               | 282,2 Sek. |
| 18    | Ueli Vetsch/Alain Schumacher                  | 298,3 Sek. |
| 19    | Franc Zitnik/Dusan Tuma                       | 302,9 Sek. |
| 20    | Louis Devilleneuve/Pierre Devilleneuve        | 320,6 Sek. |
| 21    | Robert Platt/Jean Lamy                        | 335,1 Sek. |
| 22    | Ger Verhaar/Marius Holdrinet                  | 346,1 Sek. |
| 23    | Ales Mally/Jost Svetek                        | 348,3 Sek. |
| 24    | Zbigniew Majerczak/Andrzej Weglarz            | 353,9 Sek. |
| 25    | Roland Wyss/Martin Wyss                       | 363,9 Sek. |
| 26    | Ken Johnson/Rick Hobbs                        | 388,4 Sek. |
| 27    | Jim Sibley/Terry Hewett                       | 407,5 Sek. |
| 28    | Lindsay Williams/David Allen                  | 418,0 Sek. |
| 29    | Peter Probst/Hardy Küenzli                    | 424,2 Sek. |
| 30    | Michael Phillip/George Dawson                 | 498,5 Sek. |

## Nationenwertung
| Platz  | Land               | Gold | Silber | Bronze | Gesamt |
| ------ | ------------------ | ---- | ------ | ------ | ------ |
| 1      | BR Deutschland     | 7    | 5      | 3      | 15     |
| 2      | Frankreich         | 1    | 2      | 1      | 4      |
| 3      | Belgien            | 1    | 1      | 1      | 3      |
| 4      | Österreich         | 1    | –      | 1      | 2      |
| 5      | Vereinigte Staaten | –    | 2      | –      | 2      |
| 6      | Tschechoslowakei   | –    | 1      | 1      | 2      |
| 7      | Schweiz            | –    | –      | 3      | 3      |
| Gesamt | Gesamt             | 10   | 10     | 10     | 30     |